# Andrejus Zadneprovskis
Andrejus Zadneprovskis (n. 31 august 1974, Kaliningrad, RSFS Rusă, URSS) este un sportiv ce a reprezentat Lituania, medaliat olimpic. A participat la 2 ediții ale Jocurilor Olimpice (2004, 2008) în care a câștigat o medalie de argint și o medalie de bronz.